# Balandra
Pour les articles homonymes, voir Balandra (homonymie).
La sauce balandra est une sauce typique et traditionnelle catalane pour les poissons, à base de pain, de vinaigre et une picada à l'ail et aux amandes.